# Hermaios-Maler

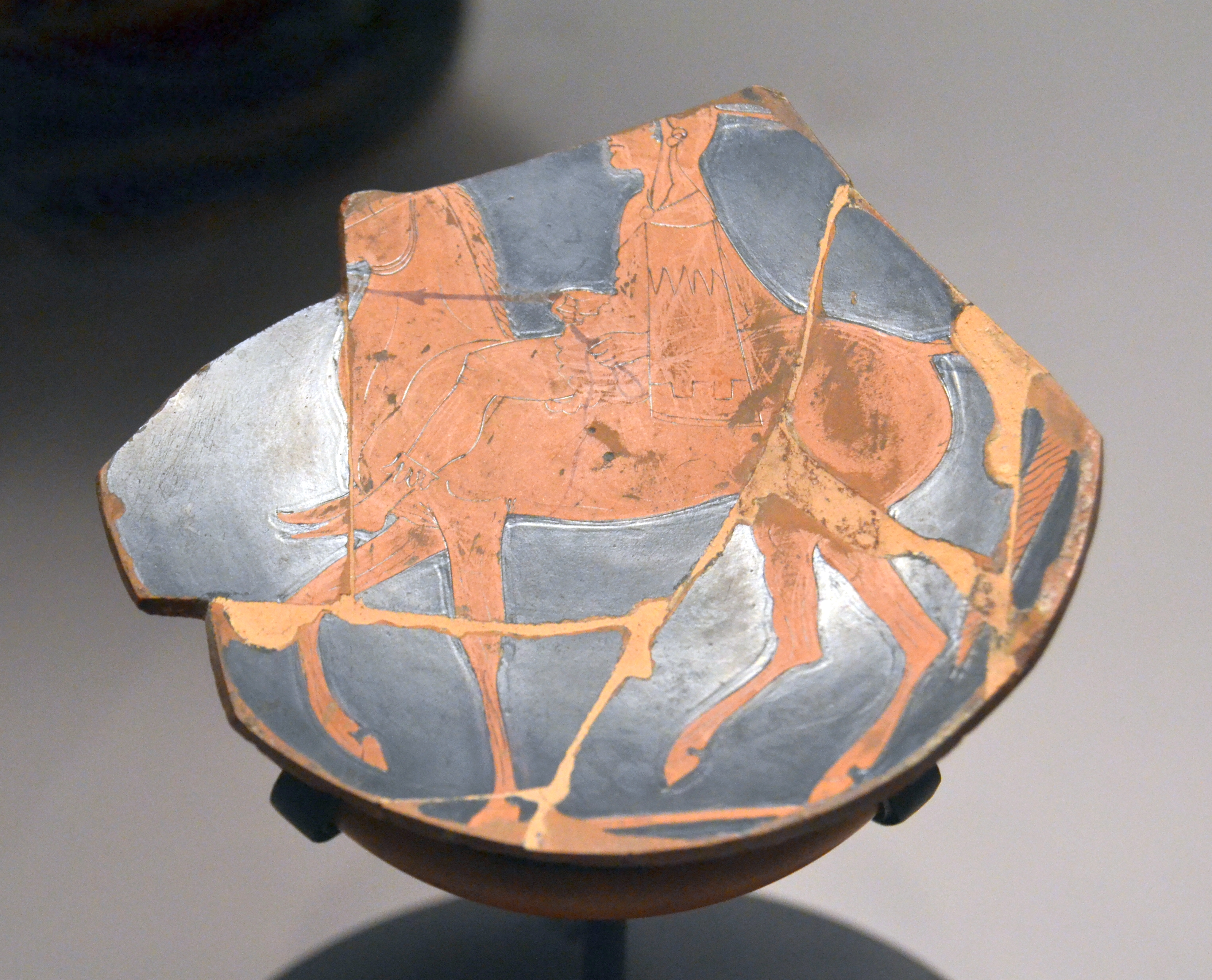
Fragmentiertes Tondo mit der Darstellung eines Reiters in thrakischer Tracht; eine der vier Namenvasen, signiert vom Töpfer Hermaios

Der Hermaios-Maler war ein griechischer Vasenmaler, der gegen Ende des 6. Jahrhunderts v. Chr. in Athen tätig war.
Der Hermaios-Maler gehörte zu den relativ frühen rotfigurigen Schalenmalern. Seine Schaffenszeit wird etwa in den Zeitraum 530 bis 500 v. Chr. angesetzt. Der Name des Hermaios-Malers ist nicht überliefert, weshalb ihn John D. Beazley, der seine künstlerische Handschrift innerhalb des großen überlieferten Korpus antiker bemalter Keramik erkannt und definiert hat, mit einem Notnamen unterscheidbar gemacht hat. Diesen Notnamen erhielt er nach vier von ihm verzierten und vom Töpfer Hermaios signierten Schalen. Zudem arbeitete er, wahrscheinlich nach seiner Beschäftigung bei Hermaios, auch für den Töpfer Kachrylion.
Der Hermaios-Maler gilt als Maler zweitrangiger Bedeutung, aber dennoch als ein guter Vasenmaler. Einige Details seiner Arbeiten, beispielsweise Doppelränder an den Oberkanten der Chitons seiner Figuren, erinnern an die gleichzeitigen Maler größerer Gefäße und sogar an die Maler der Pioniergruppe. Seine Figuren erinnern an die des Oltos, der ebenfalls zeitweise beim Töpfer Kachrylion arbeitete. Sie wirken etwas schwerfällig und schläfrig, insbesondere die Köpfe wirken schwer.